# Dicranomyia fullawayi
Dicranomyia fullawayi är en tvåvingeart. Dicranomyia fullawayi ingår i släktet Dicranomyia och familjen småharkrankar.

## Underarter
Arten delas in i följande underarter:
- D. f. fullawayi
- D. f. phaeoptera